# Woodwell
Woodwell – osada w Anglii, w hrabstwie Northamptonshire, w dystrykcie (unitary authority) North Northamptonshire. Leży 27 km na północny wschód od miasta Northampton i 103 km na północ od Londynu.